# Almeria (Biliran)
Almeria ist eine philippinische Stadtgemeinde in der Provinz Biliran. Sie hat 16.951 Einwohner (Zensus 1. August 2015). Von der Gemeinde werden die beiden Inseln Dalutan- und Caygan Island verwaltet.

## Baranggays
Almeria ist politisch unterteilt in 13 Baranggays.
- Caucab
- Iyosan
- Jamorawon
- Lo-ok
- Matanggo
- Pili
- Poblacion
- Pulang Bato
- Salangi
- Sampao
- Tabunan
- Talahid
- Tamarindo